# Tramway de Mostaganem
Le tramway de Mostaganem est un réseau de lignes de tramway desservant la commune de Mostaganem en Algérie. Inauguré le 18 février 2023, il dote la troisième ville de l'ouest de l'Algérie d'un tramway, après Oran et Sidi Bel Abbès. Deux lignes sont en service ; la première de 12,2 km avec 20 stations et la seconde de 2 km avec quatre stations.

## Histoire
Le groupement Corsán-Isolux (72 %) et Alstom (28 %) remporte l'appel d'offres lancé par l'Entreprise Métro d'Alger (EMA) en novembre 2012,.
Les travaux débutent en septembre 2013, pour une durée prévue de 40 mois environ ; le coût est estimé à 24,34 milliards de dinars algériens soit plus de 250 millions d'euros,.
La mise en exploitation est initialement prévue pour le 15 janvier 2017 mais, à la suite de la faillite de l'entreprise Corsán-Isolux, les travaux de réalisation du tramway sont interrompus en 2016. Un nouvel appel est émis en vue de reprendre les travaux d'ici fin 2017. Le Groupe Cosider reprend les travaux de réalisation du projet en 2018,.
En juillet 2020, le ministre des Transports annonce une mise en exploitation commerciale en mars 2021.
Les premiers essais de la rame sont réalisés en décembre 2020, alors que le taux d'avancement reporté est de 80 %. En juin 2020, la mise en service du système est reportée à la fin 2021.
En octobre 2021, EMA déclare que l'ouverture est prévue avant la fin du premier trimestre 2022. L'inauguration commerciale a lieu le 18 février 2023.

## Infrastructure
Les deux lignes sont à double voies avec un écartement de 1 435 mm (écartement standard). Elles sont alimentées par caténaires en courant continu avec une tension de 750 V.
Alstom a fourni le système d'alimentation, les sous-stations électriques, la signalisation et les systèmes de télécommunication. Les infrastructures ferroviaires ont été réalisées conjointement avec Cosider,.

## Tracé et stations

### Ligne 1

#### Tracé

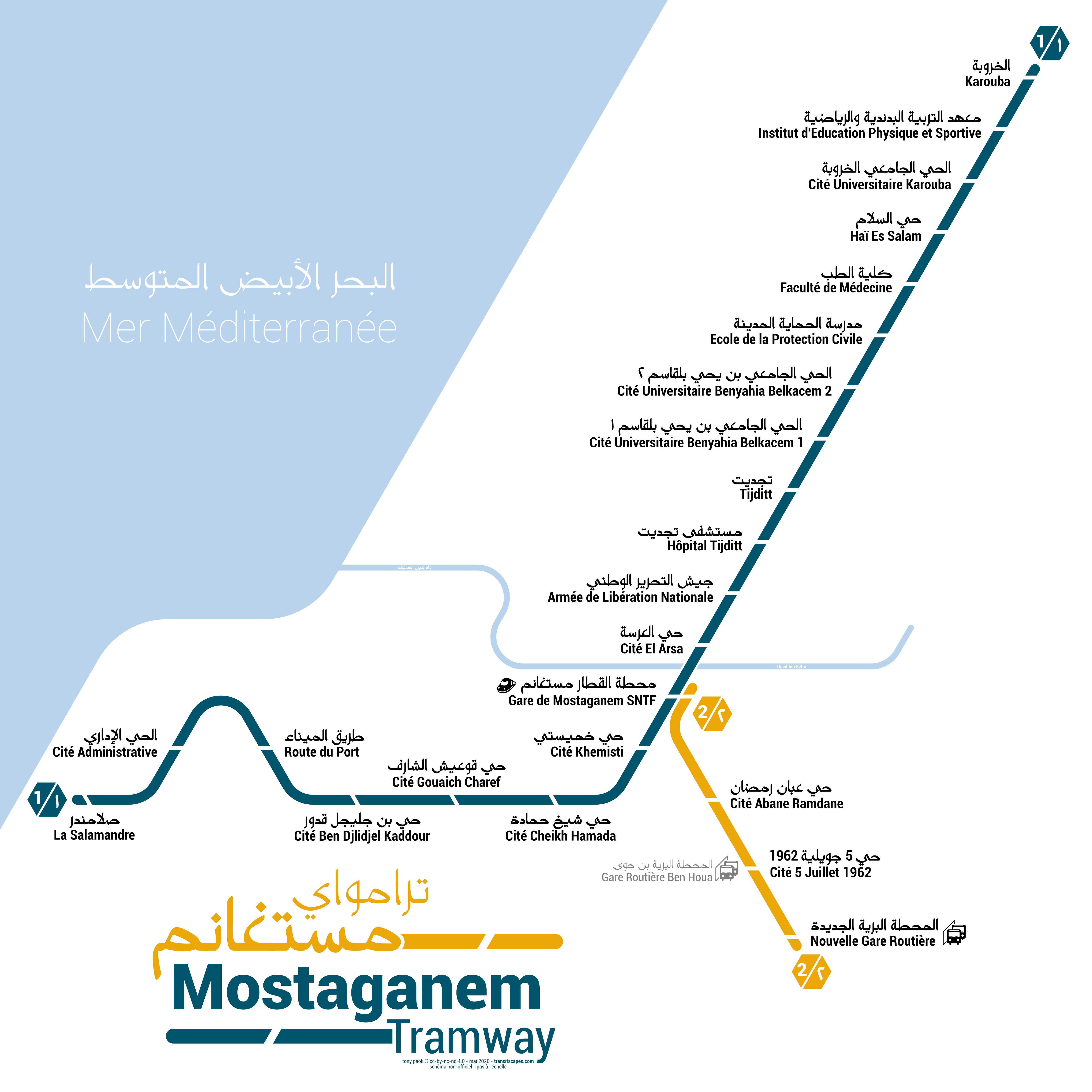
Plan du réseau.

La première ligne est longue de 12,2 km et comporte 20 stations. Elle a pour origine l'université Kharouba, au Nord de la ville. Elle se dirige vers le sud en direction du centre ville en desservant la cité ALN, l'hôpital Tijditt et la gare de Mostaganem où elle est en correspondance avec la ligne 2. Elle s'oriente ensuite vers l'ouest, dessert la cité administrative avant d'atteindre le lycée Oukraf Mohammed dans le quartier de Salamandre qui est son terminus,

#### Stations
|  |   |  | Stations                                  | Communes desservies | Correspondance |
|  | - |  | ----------------------------------------- | ------------------- | -------------- |
|  | ● |  | Karouba                                   | Mostaganem          |                |
|  | ● |  | Institut d'Éducation Physique et Sportive | Mostaganem          |                |
|  | ● |  | Cité Universitaire Karouba                | Mostaganem          |                |
|  | ● |  | Haï Es Salam                              | Mostaganem          |                |
|  | ● |  | Faculté de Médecine                       | Mostaganem          |                |
|  | ● |  | École de Protection civile                | Mostaganem          |                |
|  | ● |  | Cité Universitaire Benyahia Belkacem 2    | Mostaganem          |                |
|  | ● |  | Cité Universitaire Benyahia Belkacem 1    | Mostaganem          |                |
|  | ● |  | Tijditt                                   | Mostaganem          |                |
|  | ● |  | Hôpital Tijditt                           | Mostaganem          |                |
|  | ● |  | Armée de Libération Nationale             | Mostaganem          |                |
|  | ● |  | Cité El Arsa                              | Mostaganem          |                |
|  | ● |  | Gare de Mostaganem                        | Mostaganem          | Ligne 2        |
|  | ● |  | Cité Khemisti                             | Mostaganem          |                |
|  | ● |  | Cité Cheikh Hamada                        | Mostaganem          |                |
|  | ● |  | Cité Gouaich Charef                       | Mostaganem          |                |
|  | ● |  | Cité Ben Djlidjel Kaddour                 | Mostaganem          |                |
|  | ● |  | Route du Port                             | Mostaganem          |                |
|  | ● |  | Cité Administrative                       | Mostaganem          |                |
|  | ● |  | La Salamandre                             | Mostaganem          |                |

### Ligne 2

#### Tracé
La seconde ligne est longue de 2 km et comporte 4 stations. Elle a pour origine la gare de Mostaganem où elle est en correspondance avec la ligne 1. Elle s'oriente vers le sud-est, dessert le quartier Belkacem Benyahia et se dirige vers la nouvelle gare routière de Mostaganem qui est son terminus,.

#### Stations
|  |   |  | Stations               | Communes desservies | Correspondance |  |
|  | - |  | ---------------------- | ------------------- | -------------- |  |
|  | ● |  | Gare de Mostaganem     | Mostaganem          | Ligne 1        |  |
|  | ● |  | Cité Abane Ramdane     | Mostaganem          |                |  |
|  | ● |  | Cité 5 juillet 1962    | Mostaganem          |                |  |
|  | ● |  | Nouvelle Gare Routière | Mostaganem          |                |  |

## Exploitation

### Matériel roulant
Le matériel roulant est constitué de 25 rames Alstom de type Citadis 402 qui ont été assemblées à Annaba par Cital. Ces rames, d'une longueur de 44 m, comportent sept caisses et disposent de six portes à double vantail et deux portes à un vantail à chaque extrémité (par face). La vitesse commerciale des rames est de 70 km/h,.

### Ateliers
Le dépôt des rames, le poste de contrôle et les ateliers de maintenance sont situés à l'extrémité ouest de la ligne 1 après la station terminus Salamandre,.

### Trafic
Le tramway de Mostaganem a une capacité de 10 000 passagers par jour. À son lancement, le trafic est estimé à 5 000 voyageurs par heure. La fréquence des rames et d'en moyenne une toutes les 8  à   10 minutes.
En février 2024, un an après son lancement, il a été annoncé que le tramway avait transporté 5,9 millions de voyageurs depuis son inauguration. Par ailleurs, pas moins de 3,8 millions de titres de voyage ont été vendus et 11 600 cartes d’abonnement ont été délivrées.